# Crise do governo alemão de 2024

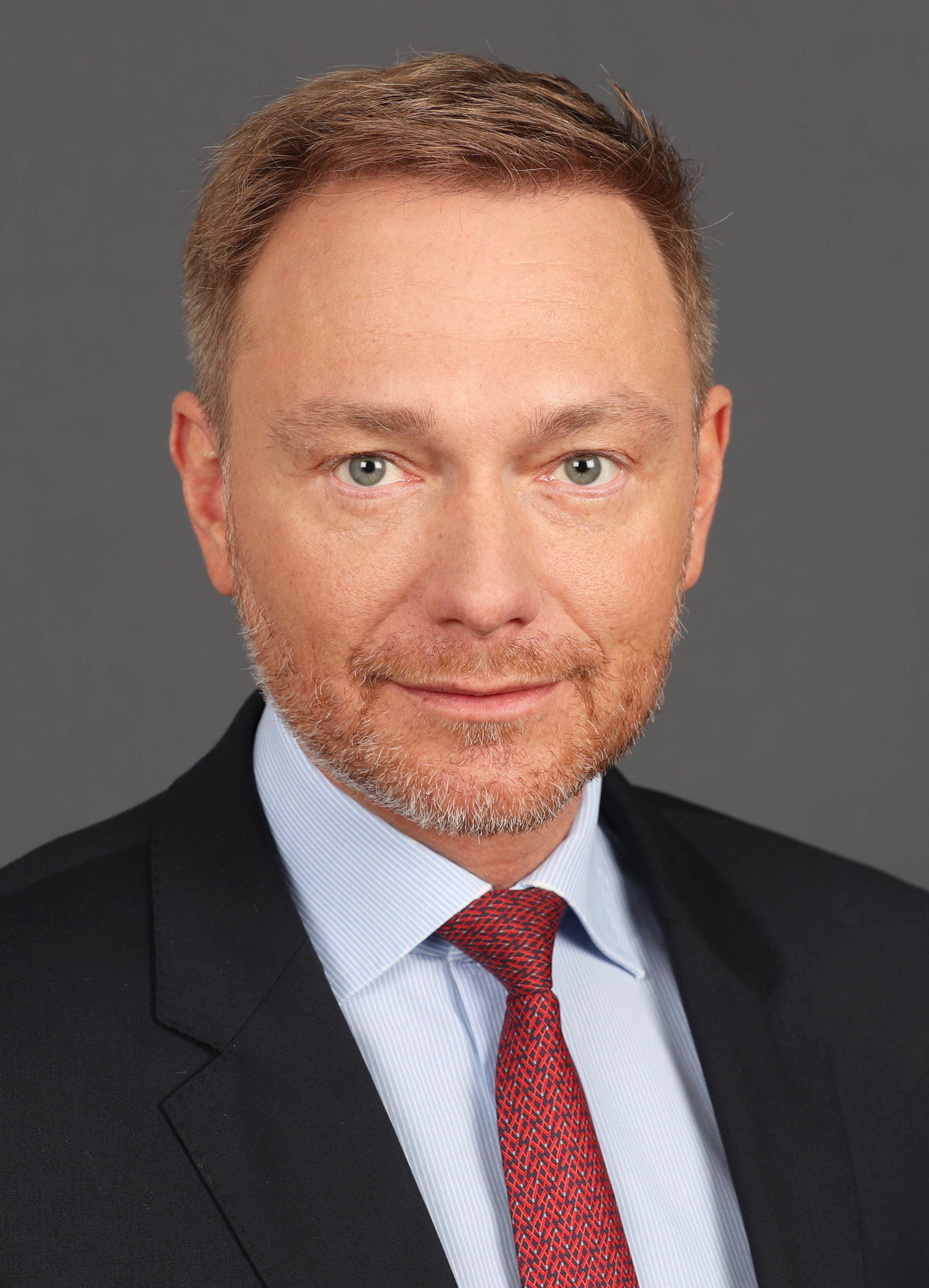
O ministro Christian Lindner é demitido, levando ao colapso da coalizão governante.

Em 6 de novembro de 2024, Olaf Scholz, o atual chanceler da Alemanha, anunciou a demissão de Christian Lindner, o então ministro das finanças e líder do Partido Democrático Liberal (FDP), de seu gabinete. Lindner foi posteriormente demitido em um processo formal pelo presidente da Alemanha, Frank-Walter Steinmeier, em 7 de novembro de 2024. Isso ocorreu após disputas recentes no governo de coalizão de três partidos sobre as políticas econômicas do país e tensões contínuas dentro da coalizão.
Como consequência, o FDP efetivamente se moveu para a oposição, tornando a atual coalizão um governo minoritário de dois partidos.
Uma eleição federal antecipada em 2025 é possível, com os partidos tendo concordado com uma data provisória de 23 de fevereiro de 2025. Um voto de confiança formal no governo no poder deve anteceder a eleição.

## Histórico

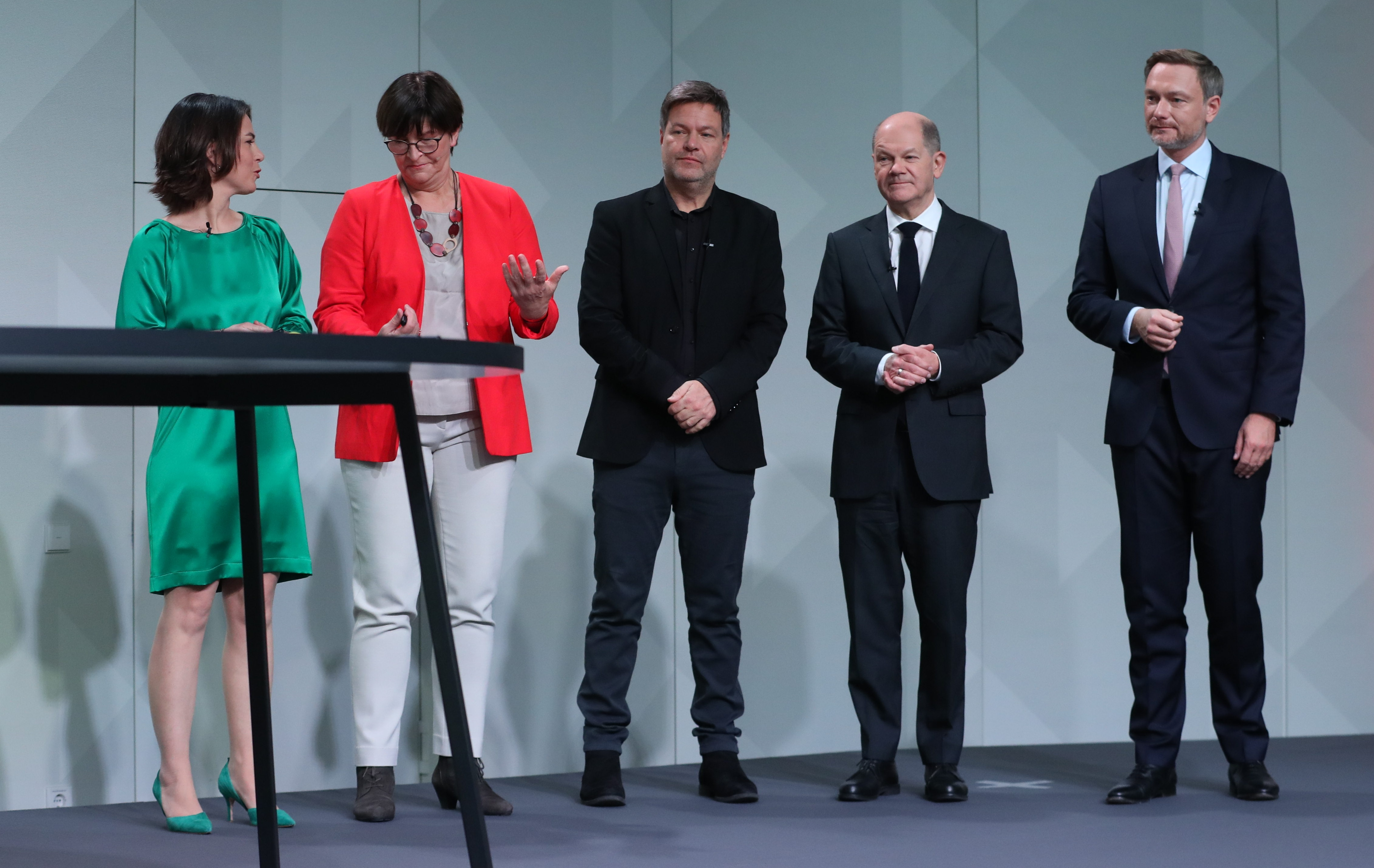
O acordo da coalizão semáforo entre SPD, Verdes e FDP foi alcançado em novembro de 2021 e foi o primeiro na história da Alemanha.

A eleição federal alemã de 2021 resultou no Partido Social Democrata (SPD) emergindo como o partido mais forte no Bundestag, com 25,71% dos votos (206 assentos de 736). O SPD chegou a um acordo para formar uma coalizão governante com os Verdes (118 assentos) e o FDP (91 assentos), com o líder do SPD Olaf Scholz como chanceler federal. O gabinete Scholz resultante foi nomeado em dezembro de 2021. Isso marcou a primeira vez que a coalizão governante no Bundestag foi uma coalizão semáforo (Ampelkoalition), nomeada em homenagem às cores associadas aos três partidos: vermelho (SPD), amarelo (FDP) e verde (Verdes).
Com o SPD e os Verdes sendo considerados de centro-esquerda e o FDP economicamente liberal, as diferenças ideológicas entre os três partidos levaram a desafios no governo recém-formado desde o início. Isso se mostrou em desacordos em áreas como planejamento orçamentário, ambientalismo ou serviços sociais, muitas vezes resultando em impasses. Além disso, o país entrou em uma crise econômica sob a liderança da coalizão do semáforo, levando à queda dos índices de aprovação.
Em novembro de 2023, o Tribunal Constitucional Federal da Alemanha (Bundesverfassungsgericht) declarou partes da política orçamentária do governo inconstitucionais. O gabinete de Scholz havia realocado os rendimentos da dívida não gastos — originalmente designados para mitigar a pandemia de COVID-19 — para seu orçamento de ação climática. A decisão do tribunal deixou o orçamento com € 60 bilhões a menos. A realocação seguinte de fundos já planejados resultou nos protestos dos agricultores alemães de 2023–2024 e diminuiu ainda mais a percepção pública do governo já impopular.
Em setembro de 2024, eleições regionais em vários estados da Alemanha mostraram resultados desastrosos para os partidos governantes, enquanto a oposição União Democrata Cristã da Alemanha (CDU), a extrema direita Alternativa para a Alemanha (AfD) e a esquerda populista Aliança Sahra Wagenknecht (BSW) ganharam grandes quantidades de eleitores.
Em outubro de 2024, Robert Habeck, Ministro de Assuntos Econômicos e Proteção Climática e membro dos Verdes, propôs um fundo financiado por dívida para promover o investimento de empresas a fim de preencher a lacuna no orçamento do governo. O plano seria irreconciliável com o freio da dívida da Alemanha (Schuldenbremse), que limita os déficits estruturais anuais a 0,35% do PIB. Em 1º de novembro de 2024, Lindner emitiu um documento de política de 18 páginas, pedindo uma nova política econômica para a coalizão. Lindner pediu a suspensão de novas regulamentações, a introdução de novos cortes de impostos e o corte de gastos públicos, inclusive em ações contra as mudanças climáticas, a fim de resolver a crise econômica do país.
O artigo de Lindner foi considerado uma "provocação" pelos Verdes e pelo SPD, que consideraram suas posições incompatíveis com o acordo de coalizão. Isso levou a negociações de crise na Chancelaria sobre a existência contínua da coalizão, que culminaram em uma sessão de representantes da coalizão, incluindo Scholz, Habeck e Lindner, reunidos em 6 de novembro.

## Demissão de Lindner
Na noite de 6 de novembro, logo após as conversas com Lindner e Habeck, Scholz anunciou que pediria a Frank-Walter Steinmeier, o presidente da Alemanha, para demitir Lindner de seu cargo de ministro das Finanças. De acordo com a Constituição alemã, apenas o presidente pode demitir ministros federais de seus cargos, o que no passado geralmente era feito a pedido do chanceler.
Em sua declaração, Scholz disse que se viu forçado a essa medida para evitar danos ao país e manter a capacidade de ação do governo. Ele afirmou que havia feito uma oferta a Lindner mais cedo naquele dia sobre como a lacuna no orçamento poderia ser preenchida, o que Lindner não aceitou.
Scholz também anunciou sua intenção de convocar um voto de confiança em seu governo em 15 de janeiro de 2025, potencialmente permitindo uma eleição federal antecipada em 2025. Caso o chanceler não ganhe a confiança da maioria do Bundestag na votação, ele poderá solicitar ao presidente que dissolva o Bundestag (Artigo 68 da constituição). O presidente teria então 21 dias para considerar a solicitação; se ele concordasse com a dissolução, uma eleição antecipada seria realizada dentro de 60 dias da data da dissolução.
Em 7 de novembro, o presidente Steinmeier oficialmente demitiu Lindner e empossou seu sucessor, Jörg Kukies (SPD), conforme solicitado por Scholz. Como Kukies era anteriormente um banqueiro de investimentos no Goldman Sachs, sua nomeação foi criticada por alguns políticos, incluindo membros do próprio Partido Social Democrata de Scholz, bem como Sahra Wagenknecht, líder do partido populista de esquerda BSW.
Em resposta à demissão de Lindner, os ministros do FDP Marco Buschmann e Bettina Stark-Watzinger renunciaram. O Ministro dos Transportes Volker Wissing anunciou que deixaria o FDP para permanecer em seu posto, assumindo também a posição de Buschmann como Ministro da Justiça em um mandato duplo. Da mesma forma, a posição de Stark-Watzinger como Ministro da Educação e Pesquisa foi assumida por Cem Özdemir, que é o atual Ministro da Alimentação e Agricultura. Isso efetivamente moveu o FDP para a oposição, tornando a atual coalizão um governo minoritário bipartidário entre o SPD e os Verdes.
Em 8 de novembro, o site de Wissing foi vítima de uma aquisição hostil, após a qual a página inicial exibiu anúncios do FDP.

## Desenvolvimentos posteriores

### Eleição federal antecipada
O plano de Scholz para um voto de confiança em 15 de janeiro de 2025 exigiria uma possível eleição federal antecipada no início de abril, o mais tardar, conforme a estrutura constitucional. Vários partidos da oposição pediram um voto de confiança em novembro de 2024, muito antes da data proposta por Scholz. Os apoiadores desta iniciativa incluem os partidos União Democrata Cristã (CDU) e União Social Cristã (CSU) (ambos de centro-direita), a extrema direita Alternativa para a Alemanha (AfD) e a esquerda populista Aliança Sahra Wagenknecht (BSW).
Uma pesquisa feita pela emissora pública alemã ARD descobriu que 65% dos entrevistados eram a favor de eleições imediatas.
Em 8 de novembro, o Oficial Federal de Retorno responsável pela organização da eleição levantou preocupações sobre uma data de eleição em janeiro, considerando administrativamente difícil organizar a eleição até então, por causa do feriado de Natal. O partido de oposição de esquerda Die Linke também apoiou o chanceler em sua pressão por uma data de eleição posterior.
Em 10 de novembro, Scholz se mostrou aberto a mover seu voto de confiança para antes das férias de Natal, declarando que se orientaria por uma agenda do líder do grupo parlamentar do SPD, Rolf Mützenich, e do líder da oposição Friedrich Merz (CDU). Em 12 de novembro, foi alcançado um compromisso entre o SPD e a CDU/CSU para que as eleições fossem realizadas em 23 de fevereiro de 2025.

### Cooperação com a CDU
O líder da oposição Friedrich Merz (CDU) se encontrou com o presidente Steinmeier em 7 de novembro para discutir a situação. Scholz anunciou que pediria apoio a Merz para aprovar o orçamento e aumentar os gastos militares.